# Уиндем (Мэн)
Уиндем (англ. Windham) — город в округе Камберленд, в штате Мэн (США). По подсчетам бюро переписи населения, в 2000 году население города составляло 14 904 человека.

## География
Согласно бюро переписи населения США, общая площадь города — 130,2 км², из которых: 120,9 км² — земля и 9,3 км² (7,16 %) — вода.

## Население
Согласно переписи населения в 2000 году было 14 904 человека, 5522 хозяйства, и 4020 семей, проживающих в городе. Плотность населения была 123,3 км². Было 6088 единиц жилья, средняя плотность 50,4/км². Расовый состав города: белых 97,56 %, афроамериканцев 0,49 %, коренных американцев 0,42 %, выходцев из Азии 0,38 %, океанийцев 0,01 %, и 0,12 % прочие, 1,03 % две или более расы. Выходцев из Латинской Америки 0,44 % населения.
Было 5 522 семей, из которых: у 35,6 % дети моложе 18 лет проживающие с ними; 59,8 % супружеских пар, живущие вместе; 9,5 % матери-одиночки; 27,2 % не имеют семьи.
Городское население распределено следующим образом 24,3 % моложе 18 лет, 7,4 % от 18 до 24 лет, 34,3 % от 25 до 44 лет, 24,1 % от 45 до 64 лет, и 9,9 % в возрасте от 65 лет и старше. Средний возраст составляет 36 лет. На каждых 100 женщин приходится 103 мужчины.
Средний доход на домашнее хозяйство в городе составляет $ 46 526, средний доход на семью составляет $ 52 218. Мужчины имеют средний доход от 32 441$, женщины 26 157$. Доход на душу населения в городе составляет $ 19 890.